# Sleepy Time Donald
Sleepy Time Donald (Donald se va a dormir en Hispanoamérica y España) es un cortometraje animado del Pato Donald que se estrenó el 9 de mayo de 1947, producido en Technicolor por Walt Disney Productions, y lanzado por RKO Radio Pictures. Fue la sexta caricatura en la filmografía de Donald en presentar a la Pata Daisy.

## Trama
El corto gira en torno a los esfuerzos de Daisy por rescatar a Donald mientras corre peligro al caminar dormido.

## Reparto
- Clarence Nash como el Pato Donald
- Gloria Blondell como la Pata Daisy

## Home media
El corto fue lanzado el 11 de diciembre de 2007 en Walt Disney Treasures: The Chronological Donald, Volume Three: 1947-1950.